# Cakile constricta
Cakile constricta là một loài thực vật có hoa trong họ Cải. Loài này được Rodman mô tả khoa học đầu tiên năm 1974.